# Космирин
Космирин (укр. Космирин) — село в Золотопотокской поселковой общине Чортковского района Тернопольской области Украины.
До 2020 года входило в Бучачский район.
Код КОАТУУ — 6121283001. Население по переписи 2001 года составляло 948 человек.
Село известно, в том числе, тем, что в нём проживают «украинские амиши» — шляпочники.

## Географическое положение
Село Космирин находится на левом берегу реки Днестр,
выше по течению на расстоянии в 1,5 км расположено село Стенка,
ниже по течению на расстоянии в 3 км расположено село Набережное.

## История
- Село известно с XVI века.

## Объекты социальной сферы
- Школа I—II ст.
- Клуб.
- Фельдшерско-акушерский пункт.